# Réchicourt-la-Petite
Réchicourt-la-Petite là một xã trong vùng Grand Est, thuộc tỉnh Meurthe-et-Moselle, quận Lunéville, tổng Arracourt. Tọa độ địa lý của xã là 48° 43' vĩ độ bắc, 06° 35' kinh độ đông. Réchicourt-la-Petite nằm trên độ cao trung bình là 258 mét trên mực nước biển, có điểm thấp nhất là 228 mét và điểm cao nhất là 313 mét. Xã có diện tích 5,5 km², dân số vào thời điểm 2004 là 72 người; mật độ dân số là 12,9 người/km². Xã nằm 16 km về phía bắc của Lunéville và 20 km về phía tây của Réchicourt-le-Château.

## Thông tin nhân khẩu
| 1962 | 1968 | 1975 | 1982 | 1990 | 1999 |
| ---- | ---- | ---- | ---- | ---- | ---- |
| 65   | 71   | 61   | 69   | 50   | 73   |